# Табылгы (Баткенская область)
Табылгы (кирг. Табылгы) — село в Баткенском районе Баткенской области Кыргызстана. Входит в состав Дарыинского айылного аймака.

## География
Село расположено в центральной части области, на левом берегу реки Палал (левый приток реки Сох), на расстоянии приблизительно 32 километров (по прямой) к юго-востоку от города Баткена, административного центра области и района. Абсолютная высота — 1751 метр над уровнем моря.

## Население
Согласно оценочным данным Национального статистического комитета Кыргызской Республики, численность населения села на начало 2023 года составляла 234 человека.
| год     | 2009 | 2014 | 2015 | 2020 | 2021 | 2023 |
| ------- | ---- | ---- | ---- | ---- | ---- | ---- |
| человек | 381  | 225  | 211  | 246  | 246  | 234  |